# Saint-Guillaume, Québec
Saint-Guillaume är en kommun i provinsen Québec i Kanada. Den ligger i regionen Centre-du-Québec, i den sydöstra delen av landet, 230 km öster om huvudstaden Ottawa. Kommunen bildades 1995 genom sammanslagning av bykommunen och socknen med samma namn.